# Батыгин, Геннадий Семёнович
Генна́дий Семёнович Баты́гин (19 февраля 1951, Львов, СССР — 1 июня 2003, Москва, Россия) — советский и российский социолог. Доктор философских наук, профессор. Ведущий научный сотрудник Института социологии РАН.

## Биография
Окончил философский факультет МГУ (1974).
В 1977 году защитил диссертацию на соискание учёной степени кандидата философских наук по теме «Типология социальных показателей образа жизни. Методологические и методические проблемы» (специальность «Прикладная социология»).
В 1986 году защитил диссертацию на соискание учёной степени доктора философских наук по теме «Методологические проблемы обоснования научного вывода в прикладных социологических исследованиях».
С 1974 года работал в Институте социологии РАН.
С 1994 года главный редактор «Социологического журнала».
Профессор кафедры социологии факультета гуманитарных и социальных наук Российского университета дружбы народов (1992—2003). Принимал активное участие в создании факультета социологии Московской высшей школы социальных и экономических наук, его первый декан (1995—1999) и преподаватель (1995—2003).
Ежегодно Институт социологии РАН проводит методический семинар памяти ученого - Батыгинские чтения.

## Основные работы
- Батыгин Г. С. Социальные показатели образа жизни советского общества: методологические проблемы. — М.: Наука, 1980. (Соавт. И. В. Бестужев-Лада, Т. М. Дридзе и др.).
- Батыгин Г. С. Обоснование научного вывода в прикладной социологии. — М.: Наука, 1986.
- Батыгин Г. С. Российская социология 60-х годов в воспоминаниях и документах. — СПб.: Изд-во РГХИ,1999. (Отв. редактор и автор предисловия).
- Батыгин Г. С. Социальные науки в постсоветской России. — М.: Академический проект, 2005. (Отв. ред. и соредакторы Л. А. Козлова, Э. М. Свидерски).
- Батыгин Г. С., Подвойский Д. Г. История социологии: (учебник) / Г. С. Батыгин, Д. Г. Подвойский; Федеральное агентство по образованию; Национальный фонд подготовки кадров. — М.: Издательский дом «Высшее образование и наука», 2007.
- Лекции по методологии социологических исследований. Учебник для высших учебных заведений. — М.: Аспект-пресс, 1995; 2-е изд. — М.: Изд-во РУДН, 2007.